# Steve Burtt (1984)
Steven P. Burtt jr., all'anagrafe ucraina Stiven Bertt, detto Steve (New York, 7 marzo 1984), è un cestista statunitense naturalizzato ucraino.
È il figlio dell'ex cestista Steve Dwayne Burtt.

## Carriera
Con l'Ucraina ha disputato i Campionati europei del 2011.

## Palmarès
- Coppa d'Ucraina: 1

Budivelnyk Kiev: 2021